# Émile Gabel
Émile Gabel (1908–1968) est un prêtre catholique, journaliste et théoricien des médias français, connu pour son engagement dans le journalisme catholique et sa réflexion sur la communication sociale.

## Biographie
Né à Drusenheim en Alsace, il est ordonné prêtre en 1934. Il rejoint la rédaction du quotidien La Croix, qu'il dirige de 1949 à 1957.
Durant cette période, il œuvre à moderniser la presse catholique, en insistant sur l'importance de l'actualité et de l'information quotidienne, tout en restant fidèle à l'enseignement de l'Église. En 1956, il engage une réforme notable en supprimant le crucifix figurant en une du journal, estimant nécessaire d'adapter la communication catholique à la société moderne.

« On n'achète pas un journal pour sauver son âme, mais pour savoir ce qui se passe dans le monde. »

— Émile Gabel
Après son départ de La Croix, il devient secrétaire général de l'Union internationale de la presse catholique (UIPC). Il participe ensuite à la préparation du Concile Vatican II, en particulier sur les questions de communication sociale.
Il élabore à la fin des années 1960 une réflexion qu'il qualifie de « théologie de la communication », considérant les médias comme des instruments divins de lien et de transformation humaine.
Il meurt en 1968 dans un accident d'avion alors qu'il revenait du Venezuela.

## Postérité
Son œuvre a influencé durablement la pensée catholique contemporaine sur les médias, notamment à travers ses publications et sa participation à l'évolution doctrinale de l'Église sur la communication.